# Denkmal für Kaiser Wilhelm I. und Kaiserin Augusta

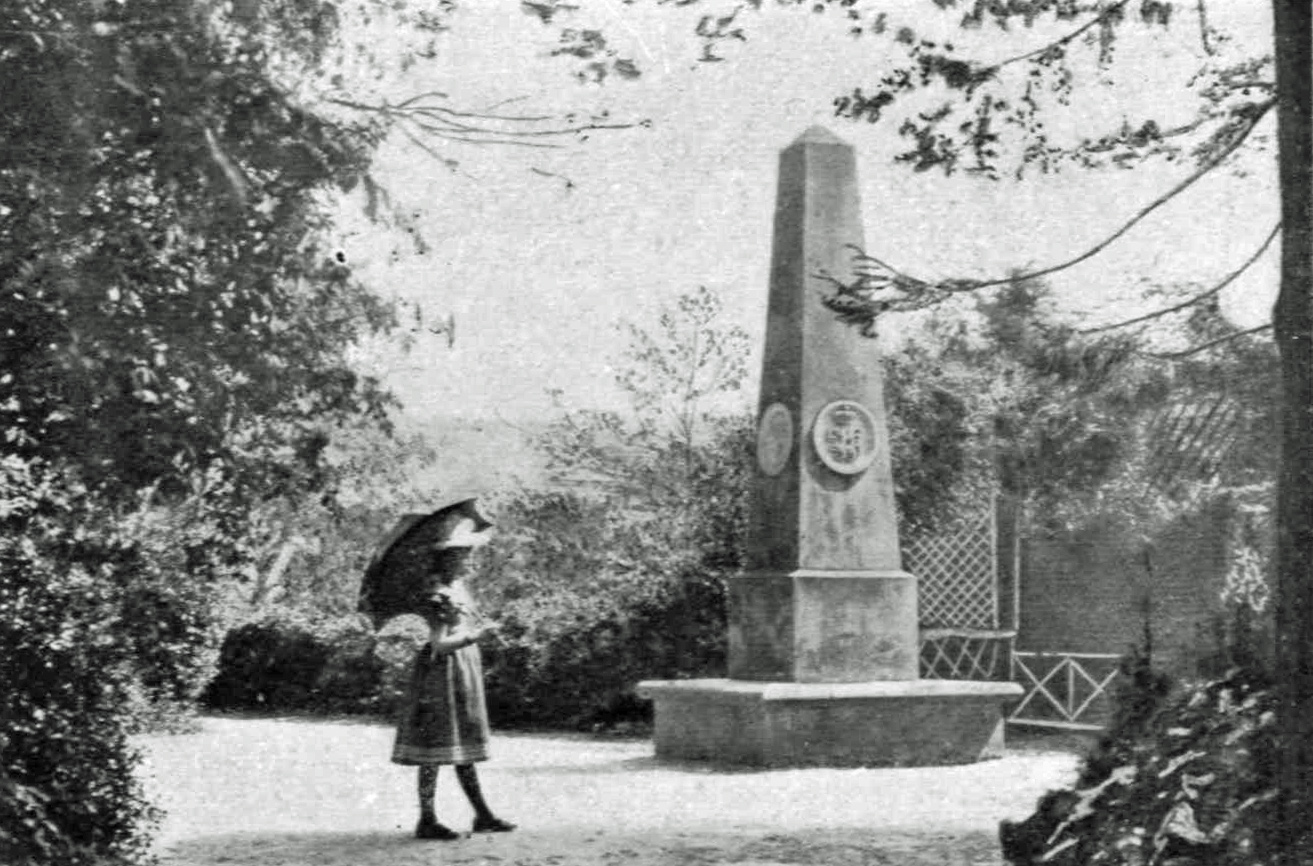
Das Denkmal für Kaiser Wilhelm I. und Kaiserin Augusta in Koblenz-Oberwerth 1900

Das Denkmal für Kaiser Wilhelm I. und Kaiserin Augusta ist ein Denkmal in Koblenz, in Erinnerung an die Goldene Hochzeit von Kaiser Wilhelm I. und Kaiserin Augusta im Jahr 1879. Es befindet sich am Nordende der ehemaligen Rheininsel Oberwerth, nördlich des dortigen Freibades.

## Geschichte
Auf dem Nordende der ehemaligen Rheininsel Oberwerth war im 19. Jahrhundert das Übungsgelände des 1. Rheinischen Pionier-Bataillons Nr. 8, das seit 1824 in Koblenz stationiert war. Hier wurde zur Goldenen Hochzeit des Kaiserpaares am 11. Juni 1879 als Zeichen ihrer Verbundenheit ein Obelisk aufgestellt. Gleichzeitig wurden zum Festtag 20.000 Mark zur Gründung einer Stiftung gesammelt, die Schülern aus dem Regierungsbezirk Koblenz Stipendien verlieh. Außerdem gründete die Stadt Koblenz aus Anlass der Goldenen Hochzeit eine „Wilhelm- und Augusta-Stiftung für Jubelpaare“ sowie eine „Koblenzer Wilhelm- und Augusta-Stiftung für Brautleute“. Der Brauch dieser Stiftungen wurde bis zur Inflation von 1922/23 beibehalten.
Im Jahr 1986 wollte der Kommandeur des in der Rheinkaserne in Koblenz stationierten Pionierbataillons 310 der Bundeswehr das Denkmal restaurieren und in die Rheinanlagen, in die Nähe des Kaiserin-Augusta-Denkmals, versetzen lassen. Doch die Pläne wurden wegen Transportproblemen nie umgesetzt.

## Bau
Das Denkmal ist ein stehender gedrungener Obelisk aus Sandstein über einem Sockel aus Schaumlava, an dem zwei Medaillons mit den Initialen A (für Augusta) und W (für Wilhelm) angebracht sind. Zusätzlich ist das Datum der Goldenen Hochzeit des Kaiserpaars, der 11. Juni 1879, am Obelisken verzeichnet. Die Inschriften sind heute teilweise verwittert, das Denkmal fast ganz durch dichtes Gebüsch verdeckt.

## Denkmalschutz
Das Denkmal für Kaiser Wilhelm I. und Kaiserin Augusta ist ein geschütztes Kulturdenkmal nach dem Denkmalschutzgesetz (DSchG) und in der Denkmalliste des Landes Rheinland-Pfalz eingetragen. Es liegt in Koblenz-Oberwerth in der (hinter) Haydnstraße.
Seit 2002 ist das Denkmal für Kaiser Wilhelm I. und Kaiserin Augusta Teil des UNESCO-Welterbes Oberes Mittelrheintal.